# BirdLab
Birdlab est un programme de sciences participatives sur la biodiversité sur plateformes mobiles (smartphone ou tablette). Il est coordonné par Vigie-Nature du Muséum national d'histoire naturelle de Paris. Elle a été créée en partenariat avec la Ligue pour la protection des oiseaux et AgroParisTech et développée par la société Smallbang en 2014.
Le principe est de collecter des interactions entre espèces d'oiseaux fréquentant les mangeoires. Les participants sont appelés à construire deux mangeoires identiques, à les placer à la même hauteur séparées d'un à deux mètres alimentées chacune avec la même quantité de graines de tournesol, et à retranscrire en temps réel les interactions entre espèces durant des parties de 5 minutes.
Ce jeu, lancé en 2014, vise à accumuler des séquences d'interactions entre espèces entre mi-novembre et fin mars afin de fournir un jeu de données aux scientifiques pour étudier la nature des interactions et la variation de celles-ci en fonction de la structure de la communauté, de la localisation et du contexte environnant,, au cours du temps.
Afin de garantir un niveau minimum en identification des oiseaux communs à la mangeoire, les participants doivent valider des quiz avant de pouvoir jouer.